# Heteroctenia fimbripunctata
Heteroctenia fimbripunctata là một loài bướm đêm trong họ Geometridae.